# Шумлин, Юрий Александрович
Юрий Александрович Шумлин (11 апреля 1962) — советский футболист, полузащитник, российский тренер. Мастер спорта СССР (1983).
Воспитанник футбольной школы «Торпедо» Таганрог, первый тренер В. Г. Егоров. С 1979 года — в составе ЦСКА. В мае — июне 1980 провёл пять матчей в чемпионате СССР. В 1981 году сыграл 13 матчей в чемпионате за СКА Ростов-на-Дону, 16 сентября провёл единственный матч в еврокубках — в первом матче 1/16 финала Кубка обладателей кубков 1981/82 против турецкого «Анкарагюджю» (3:0) на 82-й минуте заменил Игоря Гамулу.
В дальнейшем играл в первой (1982, 1983—1984) и второй (1983, 1985—1989) лигах за команды СКА Одесса (1982—1983), «Локомотив» Москва (1983—1984), «Красная Пресня» Москва (1985—1986), «Кяпаз» Кировабад (1987—1988), «Торпедо» Владимир (1988—1989).
В 1998—1999 годах — главный тренер немецкого любительского клуба «Грюн-Вайсс» Виттенберг-Пистериц. В 2001 — генеральный директор ФК «Автодор» Владикавказ. В 2003—2004 — главный тренер «Титана-2» Железнодорожный. В 2005 году возглавлял женскую команду высшего дивизиона «Спартак» (Москва). В конце 2000-х — начале 2010-х — спортивный директор академии «Динамо» Москва.